# 东里站
东里站是石家庄地铁3号线的地铁车站，位于中华人民共和国河北省石家庄市桥西区中华南大街与裕华西路交叉口北侧，于2017年6月26日开通运营。

## 车站结构
东里站位于中华南大街与裕华西路交叉口北侧，大致沿中华南大街呈南北向布置，为地下两层岛式站台车站，车站长223.62米，标准段宽21.1米，车站地下一层为站厅层，地下二层为站台层，站台设置全高站台门。
| 地面              | 出入口 | B、D1、D2出入口                                                                                           |
| 地下一层          | 站厅   | 客服中心、自动售票机、验票机                                                                              |
| 地下二层          | 站台   | \| \| \| █ 3号线往西三庄（新百广场） \| \| 島式 · 開左邊车门 \| \| \| \| \| \| █ 3号线往乐乡（槐安桥） \| |
|                   |        | █ 3号线往西三庄（新百广场）                                                                               |
| 島式 · 開左邊车门 |        | |
|                   |        | █ 3号线往乐乡（槐安桥）                                                                                   |

## 车站出口
东里站目前开放3个出入口，各出口及周围设施如下所示：
| 出口编号                             | 照片 | 地点                                 | 可到达目的地                                       |
| ------------------------------------ | ---- | ------------------------------------ | -------------------------------------------------- |
| 出口 · B · 升降机标志 · 扶手电梯标志 |      | 中华南大街（东侧），裕华西路（北侧） | 石家庄市第十一中学，河北省人才大厦，河北省艺术中心 |
| 出口 · D · 1 · 扶手电梯标志          |      | 中华南大街（西侧），裕华西路（北侧） | 石家庄六中                                         |
| 出口 · D · 2                         |      | 中华南大街（西侧），裕华西路（北侧） | 河北省财政厅                                       |
| 註： 設有 \| 設有扶手電梯            |      |                                      |                                                    |

## 接驳交通

### 公交车
- 万象天成西：1环1路，1环2路，3路，8路，9路，13路，20路，22路，副22路，24路，48路，75路，107路，117路，315路，319路
- 艺术中心(万象天成)：10路，19路，29路，107路，快83路，旅游11路

## 历史
- 2017年6月26日，本站随3号线一期首开段通车一同开通[1]。
- 2019年12月16日，车站出入口编号调整，原A、C2、C1出入口调整为B、D1、D2出入口[4]。
- 2021年1月9日，受新冠疫情影响，车站暂停运营[5]。2月19日，车站恢复运营[6]。
- 2022年8月28日，受新冠疫情影响，车站暂停运营[7]。9月6日，车站恢复运营[8]。